# ブロントテリウム科
ブロントテリウム科（Brontotheriidae）は、哺乳綱奇蹄目に分類される絶滅した分類群。新生代始新世前期から漸新世前期（約5,100万年前 - 約3,100万年前）に生息し、北アメリカ、アジアなどで繁栄した。同じ奇蹄類であるサイに似た大型の草食獣ブロントテリウムなどが属する。

## 進化史
始新世前期の北アメリカに出現した初期のグループは小型で比較的軽快な体つきであり、初期のウマ科に似ていた。その後、幾つかのグループに分化、ベーリング陸橋を渡ってアジアに進出するなど、各地に放散していった。その過程で彼らの身体はサイを超えるサイズまで大型化した（始新世前期には原始的な大型植物食哺乳類の系統が複数あったが、始新世中期頃にそれらが相次いで絶えたため、彼らは、その後釜に納まる形になり急速に発展していった）。ブロントテリウムなどを含む幾つかの系統は、頭部に巨大な角を発達させた。始新世後期には北アメリカおよび東アジアで大繁栄、その一部はヨーロッパにも達した。確認されている属の数は40を超すといわれる（ウマ科の現生までに確認されている全ての属の数より多く、いかに多様に発展していたかが窺える）。
しかし漸新世に至って、その勢力は急速に衰える。その要因は、始新世と漸新世の間に起きた気候変動により、植生が変化したためだと思われる。森林が減少し草原が広がった環境下において、柔らかな水辺の植物や木の葉などを食べていた彼らは草を食べることができなかった。環境の変化について行くことのできなかった彼らは、漸新世初期には全て絶滅してしまった。

## 形態
エオティタノプスなどの初期のグループは同時期のウマ科にやや似て、小型で比較的細身であった。大きさは大型犬ほどである。しかし、後期の属では肩高2mを超すものも出現した。これらは頭部に角を持つなど後のサイにも似た姿となった。
後期の属は、頭部に角を持つものが少なくない。これは同じ奇蹄類であるサイとは違い、骨質のものである。おそらく表面を皮膚が覆ったキリンなどと同様のオッシコーンであったと思われる。これを構成する骨は、ブロントテリウムなど北アメリカのものでは前頭骨、エンボロテリウムなどアジアのものでは鼻骨となっている。つまりこれらの角は、双方で独自に獲得したものであったと思われる。彼らはこの角を使い、儀礼的闘争を行ったとされる。こうしたグループは、全体的に顔面が短縮する傾向があった。眼窩は角のすぐ後ろにまで前進しているものも少なくない。しかしながら、これは脳の容積の増大に寄与するものではなかった。かれらの脳は、大型種であっても小さいままだった。
歯列は、後期に至っても小臼歯は小さいままであった。しかし大臼歯は大きく発達し、小臼歯より前の歯列は消失していった。その大臼歯は高さの低いブロノフォドントと呼ばれる、一つの歯に畝状部と丘状部がほぼ半分ずつ存在する形であり、比較的柔らかい植物を食べることに適応していた。しかし、漸新世に広がった硬い草などには適応しておらず、それが彼らの種の寿命を縮める要因ともなった。
初期グループの四肢は走行に適した形状であった。しかし大型化が進むにつれ太く頑丈になり、上腕骨及び大腿骨の比率が大きくなった。脚部には前足に四つ、後ろ足には三つの蹄を持っていた。これは科全体を通じて変化は無く、指の減少などは見られない。

## 分類
ブロントテリウム類（あるいはティタノテリウム類）は奇蹄目の現生の上科（ウマ上科・サイ上科・バク上科）とは区別され、ブロントテリウム上科Brontotherioideaに分類される。1945年のシンプソンの分類ではウマ上科が属するウマ形亜目Hippomorphaに含められていた。一方で1997年のマッケナとベルによる分類ではサイ上科・バク上科が属する有角亜目（角形亜目）Ceratomorphaに含められ、絶滅群からなる月獣下目Selenidaの下位に置かれた。奇蹄目のクラウングループやイセクトロプス科Isectolophidaeなどとの共通祖先から初期に分岐した基部系統として、ブロントテリウム類のみからなるグループをティタノテリウム形類Titanotheriomorphaとして独立させる説もあるなど、奇蹄目内の類縁関係や分類は安定していない。
ブロントテリウム科の分類法には新旧二つがある。一つは43の属と8つの亜族を含む、1920年代以前の伝統的な方法。もう一つは2005年の最近の研究報告に基づくものである。旧分類においてブロントテリウム科に分類されていたランドテリウムおよびゼニコヒップスは新分類ではこの科から除外されている。ただし、ランドテリウムはブロントテリウム科の近縁種ともといわれている。一方、ゼニコヒップスはウマ科の初期のメンバーであるとされた。
以下、新分類を示す。
- ブロントテリウム科 Brontotheriidae
  - パコティタノプス Pakotitanops
  - Mulkrajanops
  - エオティタノプス Eotitanops
  - パレオシオプス Palaeosyops
  - ブロントテリウム亜科 Brontotheriinae
    - Bunobrontops
    - Mesatirhinus
    - ドリコリヌス Dolichorhinus
    - Sphenocoelus
    - Desmatotitan
    - Fossendorhinus
    - Metarhinus
    - Microtitan
    - Sthenodectes
    - テルマテリウム Telmatherium
    - メタテルマテリウム Metatwelmatherium
    - Epimanteoceras
    - Hyotitan
    - Nanotitanops
    - Pygmaetitan
    - Acrotitan
    - Arctotitan
    - Qufutitan
    - ブロントテリウム族 Brontotheriini
      - プロティタン Protitan
      - Protitanotherium
      - リノティタン Rhinotitan
      - Diplacodon/Eotitanotherium
      - Pachytitan
      - Brachydiastematherium
      - Sivatitanops
      - エンボロテリウム亜族 Embolotheriina
        - Gnathotitan
        - Aktautitan
        - Metatitan
        - Nasamplus
        - プロトエンボロテリウム Protembolotherium
        - エンボロテリウム Embolotherium / Titanodectes

      - ブロントテリウム亜族 Brontotheriina
        - Parabrontops
        - Protitanops
        - Notiotitanops
        - Dianotitan
        - Duchesneodus
        - メガセロプス Megacerops - メノドゥス／ティタノテリウム (Menodus/Titanotherium), ブロントテリウム (Brontotherium), ブロントプス (Brontops), Menops,Ateleodon,Oreinotheriumなどを含む